# Philautus amoenus
Espèce
Statut de conservation UICN

 LC  : Préoccupation mineure
Philautus amoenus est une espèce d'amphibiens de la famille des Rhacophoridae.

## Répartition
Cette espèce est endémique de l'État du Sabah en Malaisie orientale. Elle se rencontre entre 900 et 3 000 m d'altitude sur le mont Kinabalu sur l'île de Bornéo,.

## Description
Philautus amoenus mesure environ 24 mm. Son dos est brun très foncé avec des taches jaunes plus ou moins attachées. Son ventre est blanchâtre avec de nombreuses petites taches brunes.

## Publication originale
- Smith, 1931 : The herpetology of Mt. Kinabalu, North Borneo, 13,455 ft. Bulletin Raffles Museum, vol. 5, p. 8-32 (texte intégral).